# Det som skjules i sneen
Det som skjules i sneen (svensk original titel Det som göms i snö, engelsk titel The Truth Will Out) er en svensk dramaserie på 8 afsnit skrevet af Hans Jörnlind, Aaron Levander og Leif G.W. Persson og produceret af Yellow Bird. Serien havde premiere den 21. august 2018 på den svenske Kanal 5, og den blev senere købt og udgivet af Viaplay. Serien havde premiere i Danmark den 3. oktober 2018.

## Baggrund
Det som skjules i sneen var et tv-comeback fra G. W. Persson. Krimiserien er baseret på en virkelig historie, som handler om Sture Ragner Bergwell (som i en årrække kunne kendes som Thomas Quick) og Quick-historien. Dette var noget, som fangede den svenske opmærksomhed, da Thomas Quick dengang var kendt som en af Nordens første seriemordere, da han igennem 1990’erne erklærede sig skyldig i mere end 30 mord i både Sverige, Norge og Danmark. I 2001 blev Quick dømt for et sidste mord, hvilket han endte med at blive sat i isolation for.[kilde mangler] Det var på dette tidspunkt, at han skiftede navn til Sture Ragner Bergwell. Dog endte sagen i en kæmpe retsskandale, da Bergwell blev frikendt for i alt fem mord. Det viste sig, at Bergwell løj om sine drab for at få ubegrænset ret til medicin..  
I serien bliver der ikke lagt vægt på våben og biljagt, men derimod den følelsesmæssige kraft. Tolkning på blikke, stilhed og tanker vægter højere end det sagte. På baggrund af netop dette, er det også usædvanligt at se Robert Gustafsson i hovedrollen, da han er en af Sveriges allerstørste komikere, og som tidligere har fået titlen som ”Sveriges sjoveste mand”.

## Handling
Peter Wendel bliver sat i ledelsen for Stockholms henlagte sager. Hans første sag bliver en opfølgning på et gammel tilfælde, hvor en seriemorder menes, at være uskyldig i ifølge morderens advokat Roland Eklund.
Kort efter findes Eklund dræbt i sin bil. Wendel bliver bekendt med at mordvåbnet, der er brugt til at slå Eklund ihjel, er en kniv fra hans hjem. Wendel bliver herved meget nervøs for at blive anklaget. Retsteknikerne finder dog hurtigt ud af at ingen af fingeraftrykkene som er at finde på gerningsstedet matcher med Wendel, men derimod med en Lars-Åke Wall. Sammen med liget på advokaten Eklund, finder politiet en seddel, hvorpå der står: ”Klas Levén lyver”, Levén er den seriemorder Eklund var forsvarende advokat mod.
Jagten går nu ind på, at finde morderen Lars-Åke Wall, som også var hovedmistænkt for mordet på Fredika Jensen. Dog mener justitsministeren Björn Stenius ikke, at det er Wall, der står bag Fredika Jensens død, men holder fast på, at det er Levén, dette gør han for ikke at tabe ansigt foran hele nationen. 
Midt i politiets efterforskning viser det sig, at Wall er blevet myrdet og hans lig har været skjult i en brønd. Med dette er politiet igen på bar bund med hensyn til efterforskningen af Eklunds morder. Wendel og hans kollega Barbro vender derfor blikket mod hovedvidnet Mikael Ström, som var vidne i Fredika Jensen sagen. 
Wendel er overbevist om, at Ström har begået mordene på Eklund og Fredika, men han mangler blot beviser. Derfor bruger han alt sin tid, på at undersøge omkring Ströms baggrund samt overvåge ham hvert minut. Dette ender så med, at Wendel bliver taget af sagen midlertidig, 
Da Lévens tidligere psykolog pludselig forsvinder, bryder Wendel sit orlov og undersøger selv videre i sagen. Samtidig bliver justitsministeren kidnappet, og det er nu et spørgsmål om tid for Wendel at afsløre Ström. 
De fleste af de personer, som optræder i Det som skjules i sneen er spejlbilleder af personer fra den virkelige Quick-sag. Göran Lambertz, som var retsofficer omkring undersøgelserne af Thomas Quick, kan findes i karakteren Björn Stenius. Navnet Stenius kommer fra journalisten Yrsa Stenius, som var en af dem, som forsvarede dommene imod Quick . Anklageren Christer van der Kwast og politibetjenten Seppo Pentinen, skulle ligeledes kunne findes i serien forklædt i andre navne. Til sidst kan vi se ligeledes se Quicks psykolog Margit Norells spejlbillede i karakteren Lena Wallberg. 

## Modtagelse
Modtagelsen af Det der skjules i sneen har været rigtig god. Dette kan tydeligt ses, da den kan findes i flere forskellige lande (Danmark, Sverige, Norge, Polen, England og USA). Derover har den fået rimelig pæne ratings på IMDB, serien har overordnet set fået en rating på 7.3/10, men hvert afsnit er blevet bedømt med ratings over det:
Afsnit 1: 7.4/10 
Afsnit 2: 7.7/10
Afsnit 3: 7.5/10
Afsnit 4: 7.8/10
Afsnit 5: 7.6/10
Afsnit 6: 7.9/10 
Afsnit 7: 8.1/10
Afsnit 8: 7.6/10
Ud over de pæne scorer hos IMDB gav expressen.se Det som skjules i sneen en tredje plads over årets (2018) 10 bedste svenske serier. Med til tredje pladsen lød kommentaren: ”fængslende og givende, med Robert Gustafssons nøjeregnende skuespil – der er virkelig noget at se – et eksklusivt manuskript med visuelle nuancer på det hjemmevante samt det fremmede i centrum”
På trods af de flotte anmeldelser, ser det dog ikke ud til, at Det som skjules i sneen får sig en sæson 2. I et interview blev Robert Gustafsson spurgt, om han kunne være interesseret i at spille Peter Wendel igen. Til dette svarede han, at det afhang af, om G. W. Persson kunne finde en anden historie med lignende paralleller til virkelige begivenheder .

## Medvirkende
- Robert Gustafsson: Peter Wendel
- Maria Sundbom: Ann-Marie Wendel
- Louise Peterhoff: Caijsa Bergholm
- Christopher Wagelin: Jorma Virtanen
- Maria Langhammer: Barbro Svensson
- Erik Johansson: Marcus Johansson
- Thomas W. Gabrielsson: Temo Björkman
- Johan Ulveson: Björn Stenius
- Ingela Olsson: Ulla Ståhlnacke
- Peter Carlberg: Mikael Ström
- Tyra Olin: Vera Wendel
- Anders Ahlbom Rosendahl: Stefan Kvarnholt
- Eva Fritjofson: Kristina Svensson
- Annika Hallin: Lena Wahlberg